# Orchis à feuille ronde
Galearis rotundifolia, Amerorchis rotundifolia
Espèce
L'Orchis à feuille ronde (Galearis rotundifolia) est une espèce de plante herbacée de la famille des Orchidaceae originaire d'Amérique du Nord.